# Now You're Gone
«Now You're Gone» (en español «Ahora te has ido») es primer sencillo del álbum de estudio Now You're Gone - The Album del dj de música eurodance sueco Basshunter y también el primero con el sello discográfico Hard2Beat. La canción usa la melodía de Boten Anna, el mayor éxito de Basshunter en el año 2006, pero su letra, en inglés, es completamente diferente. Fue producida por Basshunter con la colaboración de DJ Mental Theo's Bazzheadz.

## Lanzamiento
La canción fue lanzada en formato de descarga digital el 31 de diciembre de 2007, el 7 de enero de 2008 en el Reino Unido en formato formatos físicos (CD y maxisencillo), el 19 de febrero y 4 de marzo de ese mismo año en algunos países de Europa y Estados Unidos, respectivamente, también en formatos físicos. El video musical estuvo a cargo de Alex Herron, que más adelante también dirigiría los videos musicales de All I Ever Wanted y Angel in the Night.

## Recepción
La canción alcanzó el número 1 en la lista de sencillos de Irlanda, en el Reino Unido entró en el número 14 en descargas. Alcanzó el puesto número 1 en la UK Singles Chart y en la lista de iTunes del Reino Unido. Now You're Gone permaneció en el lugar número 1 del Reino Unido durante cinco semanas antes de ser derribado por la canción "Mercy", de la artista galesa Duffy.
La canción fue prenominada a los premios MTV Europe Music Awards 2008 en la categoría de canción más adictiva, pero fue derrotada por Viva la vida de Coldplay, Mercy de Duffy, I Kissed a Girl de Katy Perry, All Summer Long de Kid Rock y So What de P!nk.

## Diferencias con "Boten Anna"
En 2007, DJ Mental Theo's Bazzheadz usó la versión instrumental de "Boten Anna" (incluida en el álbum de estudio LOL <(^^,)>) para crear una versión en sus sets de DJ en Magaluf, Mallorca. Fue esta canción la que llegó a ser lanzada como sencillo.
El tema de la canción es diferente de "Boten Anna"; "Boten Anna" va sobre un bot de IRC, y "Now You're Gone" va sobre la ruptura de una joven pareja. El video musical se extiende en este tema, aunque sugiere un reencuentro de la pareja, del que no se hace referencia en la misma canción. El tempo de la canción también se ha aumentado en comparación con "Boten Anna".

## Formatos y lista de canciones
CD Sencillo 2 pistas
- 1. «Now You're Gone» (Radio Edit) - 02:34
- 2. «Now You're Gone» (DJ Alex Extended Mix) - 05:42

CD Maxi Sencillo
- 1. «Now You're Gone» (Radio Edit) - 02:34
- 2. «Now You're Gone» (Video Edit) - 02:39
- 3. «Now You're Gone» (DJ Alex Extended Mix) - 05:42
- 4. «Now You're Gone» (Sound Selektaz Remix) - 05:35
- 5. «Now You're Gone» (Fonzerelli Remix) - 06:27

## Videoclip
La modelo noruega Aylar Lie desempeña el papel femenino principal en el vídeo musical de la canción. Las otras dos chicas que están con Aylar son Silje Lian y Marielle Mathiassen.
El video musical se expande en el tema del fin de la relación entre un hombre joven y una mujer, a través de mensajes SMS. Al final del vídeo, la pareja se besa, pero las letras no siguen los hechos.
Hasta la fecha, el vídeo ha tenido un éxito masivo en el portal de vídeos YouTube. El vídeo ha llegado a tener más de 110 millones de visitas y ha recibido varios honores.

## Versiones de la canción
- Basshunter colaboró con Dani Mata para hacer una versión en español de "Now You're Gone", titulada "Al final".[7] La canción se incluyó en el Disco Estrella vol. 12[8] de Vale Music.
- Crazy Frog hizo una versión de la canción, con otra letra, llamada "Everyone", que se incluyó en su álbum Everybody Dance Now, lanzado en 2009.

## Posicionamiento en listas
| América        | América                     | América           | América | América |
| País           | Lista                       | Posición más alta | Ref.    |         |
| -------------- | --------------------------- | ----------------- | ------- | ------- |
| Brasil         | Hot 100                     | 2                 | [ 9 ]   |         |
| Canadá         | Canadian Hot 100            | 88                | [ 10 ]  |         |
| Estados Unidos | Hot Dance Airplay           | 1                 | [ 11 ]  |         |
| Asia           |                             |                   |         |         |
| País           | Lista                       | Posición más alta | Ref.    |         |
| China          | Top 20 Singles              | 19                | [ 12 ]  |         |
| Europa         |                             |                   |         |         |
| País           | Lista                       | Posición más alta | Ref.    |         |
| Alemania       | Deutsche-DJ-Playlist        | 16                | [ 13 ]  |         |
| Alemania       | Top 100 Singles             | 18                | [ 10 ]  |         |
| Austria        | Top 75 Singles              | 14                | [ 10 ]  |         |
| Bélgica        | Ultratop 40 Singles         | 5                 | [ 14 ]  |         |
| Dinamarca      | Top 40 Singles              | 14                | [ 10 ]  |         |
| Eslovenia      | Top 100 Singles             | 32                | [ 15 ]  |         |
| Europa         | European Hot 100 Singles    | 4                 | [ 16 ]  |         |
| Finlandia      | Top 20 Singles              | 8                 | [ 10 ]  |         |
| Francia        | Top 100 Singles             | 6                 | [ 10 ]  |         |
| Irlanda        | Top 50 Singles              | 1                 | [ 10 ]  |         |
| Noruega        | Top 20 Singles              | 10                | [ 10 ]  |         |
| Reino Unido    | Top 75 Singles              | 1                 | [ 17 ]  |         |
| Reino Unido    | Top 40 descargas            | 1                 | [ 18 ]  |         |
| Reino Unido    | Dance Chart                 | 1                 | [ 19 ]  |         |
| Rumania        | Top 100 Singles             | 2                 | [ 20 ]  |         |
| Rusia          | Airplay Detection Top 100   | 31                | [ 13 ]  |         |
| Suecia         | Top 60 Singles              | 2                 | [ 10 ]  |         |
| Suiza          | Top 100 Singles             | 29                | [ 10 ]  |         |
| Oceanía        |                             |                   |         |         |
| País           | Lista                       | Posición más alta | Ref.    |         |
| Nueva Zelanda  | Top 40                      | 3                 | [ 10 ]  |         |
| Internacional  |                             |                   |         |         |
| País           | Lista                       | Posición más alta | Ref.    |         |
| Mundo          | Airplay Top 100             | 2                 | [ 12 ]  |         |
| Mundo          | Dance/Trance Top 30 Singles | 6                 | [ 12 ]  |         |
| Mundo          | Global Dance Tracks         | 17                | [ 21 ]  |         |

## Certificaciones
| País                       | Certificación | Ventas  |
| -------------------------- | ------------- | ------- |
| Dinamarca (IFPI Dinamarca) | Oro           | 45 000  |
| Nueva Zelanda (RMNZ)       | Platino       | 15 000  |
| Reino Unido (BPI)          | Platino       | 667 000 |

### Sucesión en listas
| Predecesor: «When you believe» de Leon Jackson | UK Singles Chart Top 40 — Sencillo N.º 1 13 de enero de 2008 — 16 de febrero de 2008   | Sucesor: «Mercy» de Duffy |
| Predecesor: «Piece of Me» de Britney Spears    | IRMA Top 50 Singles Chart — Sencillo N.º 1 24 de enero de 2008 — 28 de febrero de 2008 | Sucesor: «Mercy» de Duffy |